# Arendal Wildcats
Gli Arendal Wildcats sono stati una squadra di football americano, di Arendal, in Norvegia; sono stati fondati nel 1993 e hanno chiuso nel 2006.

## Dettaglio stagioni

### Tornei nazionali

#### Campionato

##### 2. divisjon
| Stagione | regular season | regular season | regular season | regular season | regular season | regular season | playoff | playoff | playoff | playoff | playoff | playoff   | playoff    |
|          | Vin            | Par            | Per            | Tot            | PF             | PS             | Vin     | Per     | Tot     | PF      | PS      | risultato | avversaria |
| -------- | -------------- | -------------- | -------------- | -------------- | -------------- | -------------- | ------- | ------- | ------- | ------- | ------- | --------- | ---------- |
| 1999     | 2              | 0              | 4              | 6              | 158            | 80             | -       | -       | -       | -       | -       | -         | -          |
| 2000     | 1              | 0              | 5              | 6              | 82             | 236            | -       | -       | -       | -       | -       | -         | -          |
| Totale   | 3              | 0              | 9              | 12             | 240            | 316            | -       | -       | -       | -       | -       |           |            |

Fonti: Enciclopedia del Football - A cura di Roberto Mezzetti

### Tornei locali

#### Sørlandets football liga
| Stagione | regular season | regular season | regular season | regular season | regular season | regular season | playoff | playoff | playoff | playoff | playoff | playoff     | playoff         |
|          | Vin            | Par            | Per            | Tot            | PF             | PS             | Vin     | Per     | Tot     | PF      | PS      | risultato   | avversaria      |
| -------- | -------------- | -------------- | -------------- | -------------- | -------------- | -------------- | ------- | ------- | ------- | ------- | ------- | ----------- | --------------- |
| 2004     | 1              | 0              | 5              | 6              | 56             | 133            | -       | -       | -       | -       | -       | -           | -               |
| 2005     | 3              | 0              | 2              | 5              | 162            | 49             | 1       | 0       | 1       | 28      | 0       | Terzo posto | Søgne Stallions |
| Totale   | 4              | 0              | 7              | 11             | 218            | 182            | 1       | 0       | 1       | 28      | 0       |             |                 |

Fonti: Enciclopedia del Football - A cura di Roberto Mezzetti

## Gli Arendal Panthers
Nel 2005 e nel 2006 gli Wildcats si presentarono anche con un farm team chiamato Arendal Panthers.

### Dettaglio stagioni

#### Tornei locali

##### Sørlandets football liga
| Stagione | regular season | regular season | regular season | regular season | regular season | regular season | playoff | playoff | playoff | playoff | playoff | playoff      | playoff          |
|          | Vin            | Par            | Per            | Tot            | PF             | PS             | Vin     | Per     | Tot     | PF      | PS      | risultato    | avversaria       |
| -------- | -------------- | -------------- | -------------- | -------------- | -------------- | -------------- | ------- | ------- | ------- | ------- | ------- | ------------ | ---------------- |
| 2005     | 1              | 0              | 4              | 5              | 35             | 170            | 1       | 0       | 1       | 28      | 21      | Quinto posto | Stavanger Eagles |
| Totale   | 1              | 0              | 4              | 5              | 35             | 170            | 1       | 0       | 1       | 28      | 21      |              |                  |

Fonti: Enciclopedia del Football - A cura di Roberto Mezzetti